# (7707) Yes
(7707) Yes ist ein Asteroid des mittleren Hauptgürtels, der am 17. April 1993 vom US-amerikanischen Astronomen Carl W. Hergenrother an der Catalina Station (IAU-Code 693) auf dem Mount Bigelow in Arizona entdeckt wurde. Eine unbestätigte Sichtung des Asteroiden (1989 NC1) hatte es schon im Februar 1989 am Palomar-Observatorium in Kalifornien gegeben.
Mittlere Sonnenentfernung (große Halbachse), Exzentrizität und Neigung der Bahnebene von (7707) Yes entsprechen grob der Eunomia-Familie, einer nach (15) Eunomia benannten Gruppe, zu der vermutlich fünf Prozent der Asteroiden des Hauptgürtels gehören.
(7707) Yes wurde nach der britischen Rock-Band Yes benannt. Die Benennung des Asteroiden erfolgte am 18. März 2003. Nach dem Sänger von Yes, Jon Anderson, wurde 2021 der Asteroid (48886) Jonanderson benannt und nach dem Bassisten von Yes, Chris Squire, 2016 der Asteroid (90125) Chrissquire.